# جام جهانی فوتسال ۱۹۹۶

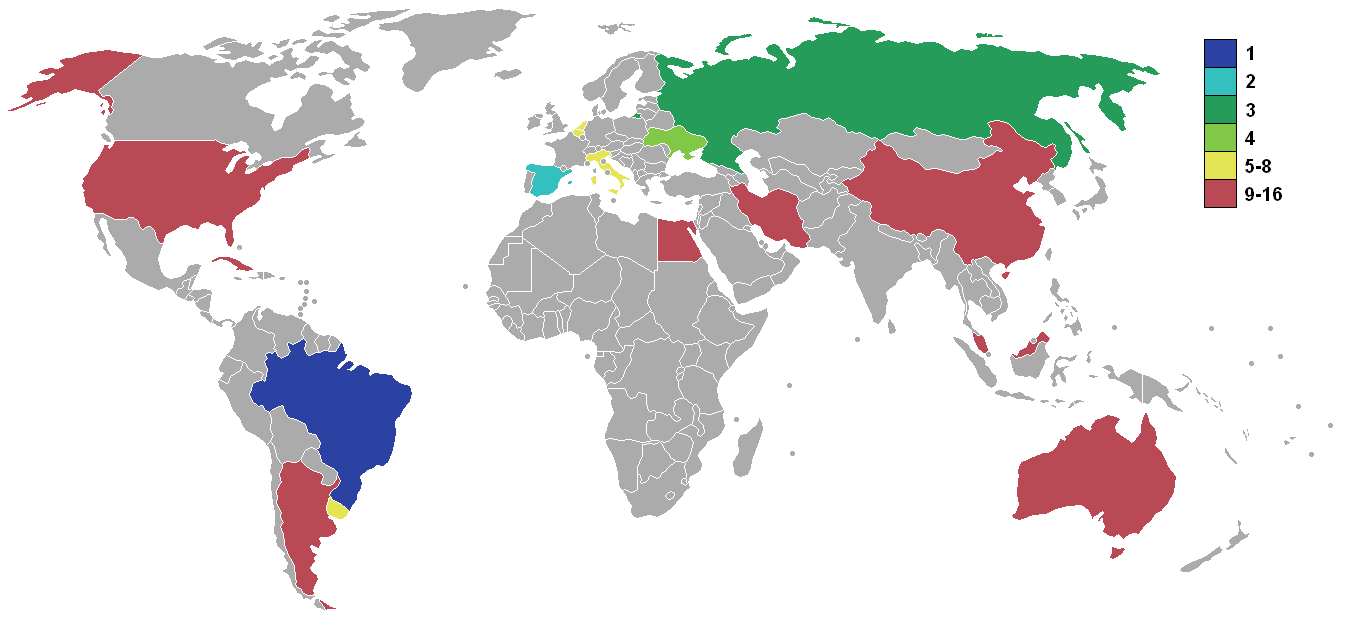
نقشه کشورهای شرکت‌کننده در قهرمانی فوتسال جهان ۱۹۹۶

قهرمانی فوتسال جهان فیفا ۱۹۹۶ سومین دوره مسابقات قهرمانی فوتسال جهان بود که در نوامبر و دسامبر ۱۹۹۶ در اسپانیا زیر نظر فدراسیون بین‌المللی فوتبال برگزار شد. در این دوره تیم ملی فوتسال برزیل برای سومین بار متوالی به مقام قهرمانی مسابقات رسید.

## گروه‌ها
مرحله مقدماتی این مسابقات در ۴ گروهِ ۴ تیمی با حضور ۶ تیم از قاره اروپا (اسپانیا، ایتالیا، روسیه، اوکراین، هلند و بلژیک)، ۳ تیم از آمریکای جنوبی (برزیل، اروگوئه و آرژانتین)، ۳ تیم از آسیا (ایران، چین و مالزی)، ۱ تیم از آفریقا (مصر) و ۲ تیم از آمریکای شمالی، مرکزی و کارائیب (کوبا و ایالات متحده و آمریکا) و ۱ تیم از اقیانوسیه (استرالیا) برگزار شد.
در دور نیمه‌نهایی این مسابقات تیم برزیل ۲–۶ روسیه را شکست داد و اسپانیا ۱–۴ اوکراین را برد و با پیروزی ۴–۶ برزیل بر تیم میزبان در دیدار پایانی و برد ۲–۳ روسیه بر اوکراین در مسابقه رده‌بندی، تیم‌های برتر این مسابقات مشخص شدند.
یک‌طرفه‌ترین نتیجه و پرگل‌ترین دیدار این مسابقات پیروزی برزیل بر کوبا بود که با نتیجه ۱۸ بر صفر رقم خورد.